# Repräsentantenhaus (Philippinen)
Das Repräsentantenhaus (tagalog: Kapulungán ng mgá Kinatawán ng Pilipinas oder Mababang Kapulungan ng Kongreso) ist das Unterhaus des Kongresses im Zweikammersystem auf den Philippinen.
Die Abgeordneten werden für drei Jahre gewählt. Das Repräsentantenhaus befindet sich in Quezon City nahe der Hauptstadt Manila.

## Geschichte
Die ersten Wahlen zu einem Vorläufer des Repräsentantenhauses auf den Philippinen wurden am 30. Juni 1907 abgehalten. Dieses Parlament wurde Philippinische Versammlung genannt. Das erste Repräsentantenhaus der Philippinen wurde im Zuge der Schaffung der philippinischen Legislative 1916 eingeführt. Durch die Gründung des Commonwealth der Philippinen 1935 wurde das parlamentarische System auf ein Einkammersystem reduziert. Erst 1940 war der Weg für die Wiedereinführung des Zweikammersystems, dem Commonwealth-Kongress, frei. Die ersten Wahlen zum Repräsentantenhaus des Kongresses fanden im November 1941 statt, jedoch durch den japanischen Überfall am 8. Dezember trat dieses erst nicht mehr zusammen. Erst nach den Wahlen im August 1945 trat das Repräsentantenhaus erstmals wieder zusammen.
Die letzten Wahlen fanden 2025 statt.